# Kanton Reims-7
Kanton Reims-7 is een kanton van het Franse departement Marne. Kanton Reims-7 maakt deel uit van het arrondissement Reims. Het telde 28.705 inwoners in 2017.

## Gemeenten
Kanton Reims-7 omvatte tot 2014 de volgende 5 gemeenten:
- Cormontreuil
- Reims (deels, hoofdplaats)
- Saint-Léonard
- Taissy
- Trois-Puits

Na de herindeling van de kantons bij decreet van 21 februari 2014, met uitwerking in maart 2015, omvat het enkel nog een noordoostelijk deel van de stad Reims.